# 奧斯汀·萊利
麥可·奧斯汀·萊利（英語：Michael Austin Riley，1997年4月2日—），為美國職棒大聯盟的三壘手，目前效力於亞特蘭大勇士。2015年美國職棒大聯盟選秀，勇士在首輪41順位選進萊利，他在2019年登上大聯盟。

## 職業生涯

### 亞特蘭大勇士
2019年5月15日，球隊將安德·英希亞提放進傷兵名單，並讓萊利登上大聯盟。他在生涯第二個打席就敲出生涯首轟。5月29日，他擊出生涯首發滿貫砲，讓他在生涯前14場比賽就敲出7轟。6月1日，他在生涯第16場比賽敲出第8轟，成為大聯盟達成此紀錄的第4人。5月份他僅出賽15場比賽，就拿下國聯單月最佳新人。
8月8日，他因為膝蓋受傷進入傷兵名單。整季他的打擊率為2成26，並敲出18轟與49分打點。2020年，他的打擊率為2成39，並敲出8轟與27分打點。這年他發生6次守備失誤，為國聯三壘手第三多。
2021年，他在季初進入撞牆期。於是他求助小聯盟的打擊教練，讓他多練習瞄準進球點，並減少對滑球的出棒次數。而他在下半季也成功找回新人年的身手，不僅成為球隊的第四棒，還幫助球隊拿下分區冠軍。
該年他的打擊率為3成03，並敲出33轟與107分打點。但他發生國聯三壘手次高的14次守備失誤。
2021年國家聯盟冠軍賽第一戰，萊利敲出生涯首支再見安打。第6戰更是敲出2支安打與1分打點，間接幫助勇士拿下國聯冠軍。最終勇士順利奪冠，萊利和隊友弗萊迪·弗里曼、麥克斯·弗里德、奧西·艾爾比斯都成功拿下銀棒獎。
2022年，萊利首次取得薪資仲裁的資格。他期望獲得425萬美元，但最終僅被判定為395萬美元。2022年7月11日，萊利首次獲得單週最佳球員。7月16日，由於諾蘭·阿里納多受傷，萊利被替補選為MLB明星賽的成員。萊利在7月份創下了26個長打的隊史紀錄。稍後，他還首次贏得了2022年7月的國聯單月最佳球員的獎項。8月1日，勇士隊宣布與萊利已簽署了一份長達十年、價值2.12億美元的延長合約。這份合約亦是勇士隊當時上最大的合約，超過了其隊友麥特·歐森在2022年賽季初簽下的合約的長度和總價值。8月9日，萊利在第111場比賽中擊出了他的第30支全壘打，與漢克·阿倫並列為隊史上最快達到30支二壘打和30支全壘打的球員之一。
2023年，萊利連續第二年被提名為2023年明星賽國聯的替補內野手。 該年，他也贏得了職業生涯的第二座銀棒獎。

## 外部連結
- 球員資訊和成績在MLB，ESPN，Baseball-Reference，Fangraphs（英文）
- 奧斯汀·萊利的X（前Twitter）